# Stroobos (Pekela)
Stroobos is een voormalige buurtschap in het uiterste noordoosten van Oude Pekela bij de grens met Winschoten en Blijham in de provincie Groningen. Stroobos wordt, voor zover bekend, voor het eerst genoemd in het trouwboek van de Ned. Herv. kerk van Blijham in 1782

## Geschiedenis
De buurtschap lag aan een zandweg langs de Pekel A op ca. 500 meter ten noordoosten van de draaibrug in de grindweg naar Blijham (huidige Blijhamsterbrug). Deze zandweg vormde in vroegere jaren een gedeelte van de verbinding tussen Oude Pekela en Winschoten tot aan de totstandkoming van de nieuwe Zuiderveensterweg omstreeks 1860. Toen deze weg en ook de Zuiderveensterwijk (het verlengde van de Gockinga'swijk) die de oude Zuiderveensterweg nu doorsneed, gereed waren, en daarmee een nieuwe verbinding tussen Oude Pekela en Winschoten was ontstaan, werd dit zandpad opgeheven en vervangen door grasland. Wel bleef een jaagpad van ca. twee meter breed bestaan teneinde de verbinding over land met Stroobos in stand te houden en scheepsjagers in staat te stellen hun beroep via de Pekel A (het huidige Pekelderdiep) naar Winschoterzijl te kunnen blijven uitoefenen.
In oude stukken wordt vaak de term „het Huis te Stroobos” vermeld. Bekend is dat hier in het begin van de 19e eeuw een logement/kroeg stond waar een kastelein woonde. Op de eerste kadastrale kaart uit 1832 staat ter plaatse slechts één gebouw afgebeeld. Aan de weg van Oude Pekela naar Stroobos werd omstreeks 1875 de eerste strokartonfabriek van Oude Pekela, de Aastroom gebouwd. Deze fabriek heeft tot 1917 bestaan. Aan de weg naar Stroobos hebben in vroegere jaren een paar eenvoudige woningen gestaan voor de arbeiders van de strokartonfabriek. Vóór de fabriek brandde toen, (ca. 1875-1889) een straatlantaarn die daar door de heer Mulder (directeur van genoemde fabriek) was neergezet. In 1889 verklaarden de bewoners van Stroobos (acht personen) dat deze lantaarn, „op hoog bevel” was verwijderd. Zij verzochten de gemeenteraad van Oude Pekela om, vanwege de zeer duistere toestand ter plaatse, wederom twee lantaarns op de weg naar Stroobos te willen plaatsen.
De buurtschap Stroobos is nu allang verdwenen. Slechts de naam komt nog voor in waterschapsarchieven bij het noemen van de begrenzingen van waterlopen in Oostelijk Groningen. 
Dorpen: Boven Pekela · Nieuwe Pekela · Oude Pekela

Gehuchten: Alteveer (deels) · Bronsveen 

Buurtschappen: Doorsnee · Dwarsdiep · Hanekamp · Hoetmansmeer · Kruiselwerk · Mallemolen · Noodvlucht · Noorderkolonie · Stroobos · Wildeplaats · Zuiderkolonie

Groningen: Steden en dorpen      Nederland: Provincies · Gemeenten